# 21 martie
ianuarie • februarie • martie  • aprilie  • mai  • iunie  • iulie  • august  • septembrie  • octombrie  • noiembrie  • decembrie
21 martie este a 80-a zi a calendarului gregorian și ziua a 81-a în anii bisecți. Mai sunt 285 de zile până la sfârșitul anului.

## Evenimente

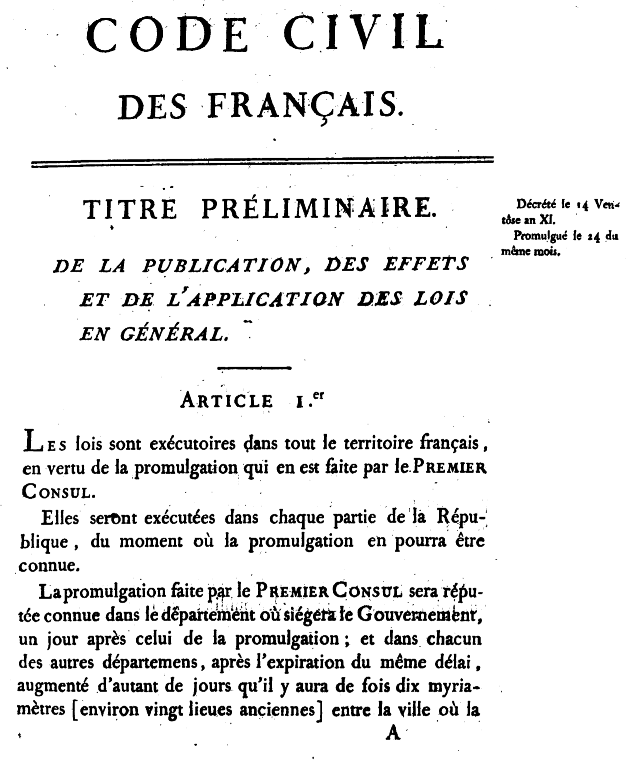
1804: În Franța, intră în vigoare codul civil, Codul lui Napoléon, care, alături de codul comercial (1808) și de cel penal (1810), reprezintă baza juridică a noilor relații burgheze.

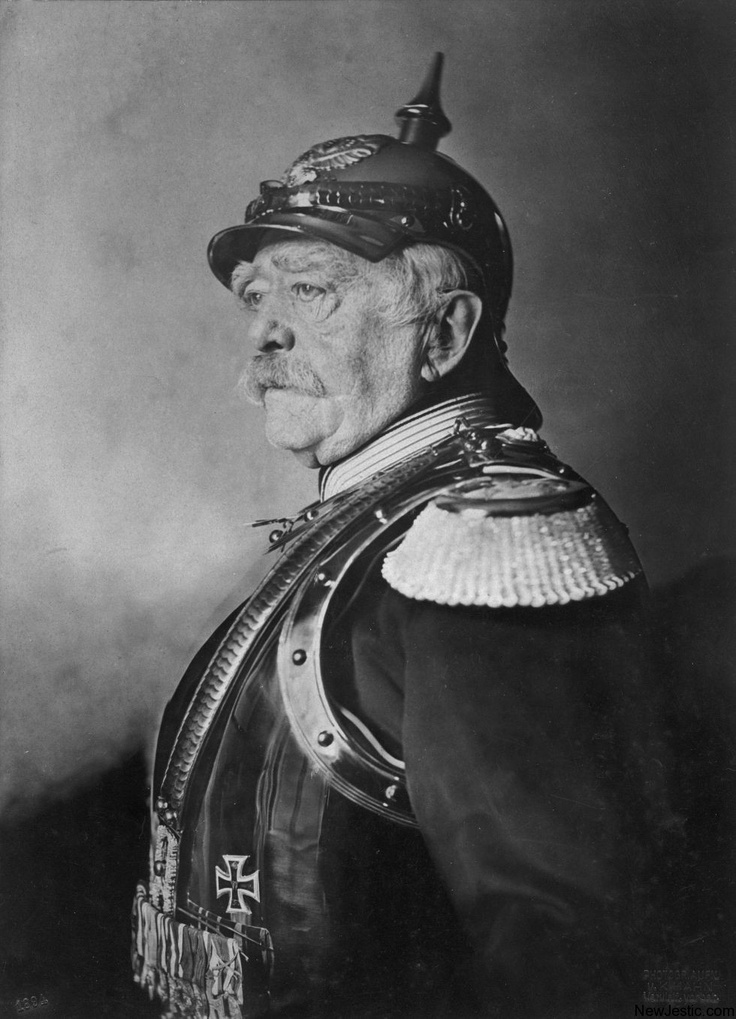
1871: Otto von Bismarck devine Cancelar al Germaniei.

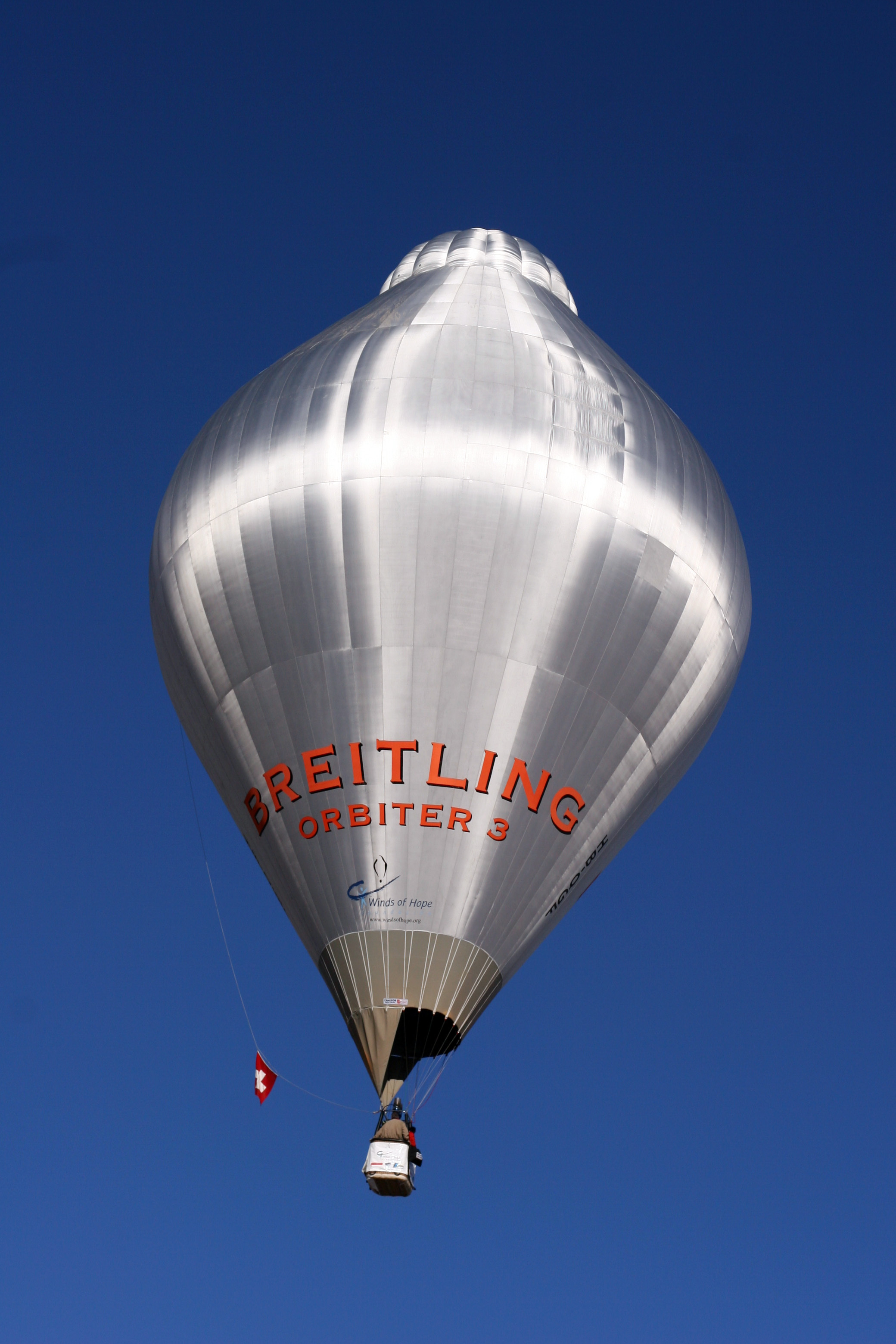
1999: Balonul Breitling Orbiter 3, la bordul căruia s-au aflat francezul Bertrand Piccard și britanicul Brian Jones, a reușit să aterizeze în Egipt, după ce a făcut înconjurul Terrei, fără escală, în aproape 20 de zile.

- 1188: Împăratul Antoku accede pe tronul Japoniei.
- 1413: Henric al V-lea devine rege al Angliei.
- 1556: Arhiepiscopul anglican Thomas Cranmer este ars pe rug sub acuzația de erezie.
- 1800: Papa Pius al VII-lea este încoronat papă la Veneția, cu o tiară papală temporară papier-mâché, în condițiile în care Roma era ocupată de trupe franceze.
- 1804: În Franța intră în vigoare codul civil, Codul lui Napoléon, care, alături de codul comercial (1808) și de cel penal (1810), reprezintă baza juridică a noilor relații burgheze.
- 1844: Începe Calendarul Bahá'í. Aceasta este prima zi a primului an din calendarul Bahá'í. Este sărbătorită anual de către membrii credinței Bahá'í ca Anul Nou Bahá'í sau Náw-Rúz.
- 1857: Are loc un cutremur la Tokyo. Au murit 100.000 de oameni.
- 1871: Otto von Bismarck este numit Cancelar al Imperiului German.
- 1871: Jurnalistul american, Henry Morton Stanley, își începe călătoria în Africa în căutarea exploratorului britanic, David Livingstone.
- 1919: Se proclamă Republica Sovietică Ungaria care devine prima guvernare comunistă formată în Europa după Revoluția din Octombrie din Rusia.
- 1935: Șahul Rezā Shāh cere oficial comunității internaționale să numească Persia cu numele ei nativ Iran, care înseamnă "Țara lui Aryans".
- 1939: Ultimatum german adresat Poloniei prin care se cerea cedarea Gdanskului (Danzig) și deschiderea unui coridor spre Prusia Orientală.
- 1944: Constantin I.C. Brătianu și Iuliu Maniu adresează mareșalului Ion Antonescu o scrisoare în care cer ieșirea Regatului României din război.
- 1945: A luat ființă „Universitatea Muncitorească a PCR”, devenită ulterior Academia de învățământ social-politic „Ștefan Gheorghiu” de pe lângă CC al PCR.
- 1963: Vestita închisoare Alcatraz de lângă Golden Gate din San Francisco și-a închis oficial porțile.
- 1964: În Copenhaga, Danemarca, Gigliola Cinquetti câștigă cea de a 9-a ediție a concursului Eurovision pentru Italia, cu cântecul "Non ho l'età".
- 1980: Președintele Jimmy Carter anunță că Statele Unite vor boicota Jocurile Olimpice de Vară de la Moscova pentru a protesta față de invazia sovietică în Afghanistan.
- 1986: Are loc un grav accident produs la mina Vulcan, ca urmare a unei explozii de gaze în subteran, a provocat moartea a 17 persoane și rănirea altor două.
- 1990: România a solicitat aderarea la Consiliul Europei, cerere acceptată la 7 octombrie 1993.
- 1990: Proclamarea oficială a independenței în Republica Namibia. Această zi devine Ziua Națională în Namibia.
- 1999: Balonul Breitling Orbiter 3, la bordul căruia s-au aflat francezul Bertrand Piccard și britanicul Brian Jones, a reușit să aterizeze în Egipt, după ce a făcut înconjurul Terrei, fără escală, în aproape 20 de zile.
- 2000: Papa Ioan Paul al II-lea începe prima vizită oficială a unui pontif romano-catolic în Israel.
- 2006: Se înființează rețeaua de socializare Twitter.
- 2014: Camera superioară a Parlamentului rus a ratificat tratatul privind alipirea Crimeei la Rusia, la o zi după ratificarea sa de către Camera inferioară, sfidând comunitatea internațională care nu recunoaște acest acord.

## Nașteri
- 0927: Împăratul Taizu al Chinei (d. 976)
- 1226: Carol I al Neapolelui (d. 1285)
- 1522: Mihrimah, unica fiică a Sultanului Suleyman Magnificul (d. 1578)
- 1685: Johann Sebastian Bach, compozitor și organist german (d. 1750)
- 1768: Jean Baptiste Joseph Fourier, matematician francez (d. 1830)
- 1801: Maria Theresa a Austriei, regină a Sardiniei (d. 1855)
- 1859: Alexandru Averescu, mareșal al României, general de armată și comandantul Armatei Române în timpul Primului Război Mondial (d. 1938)

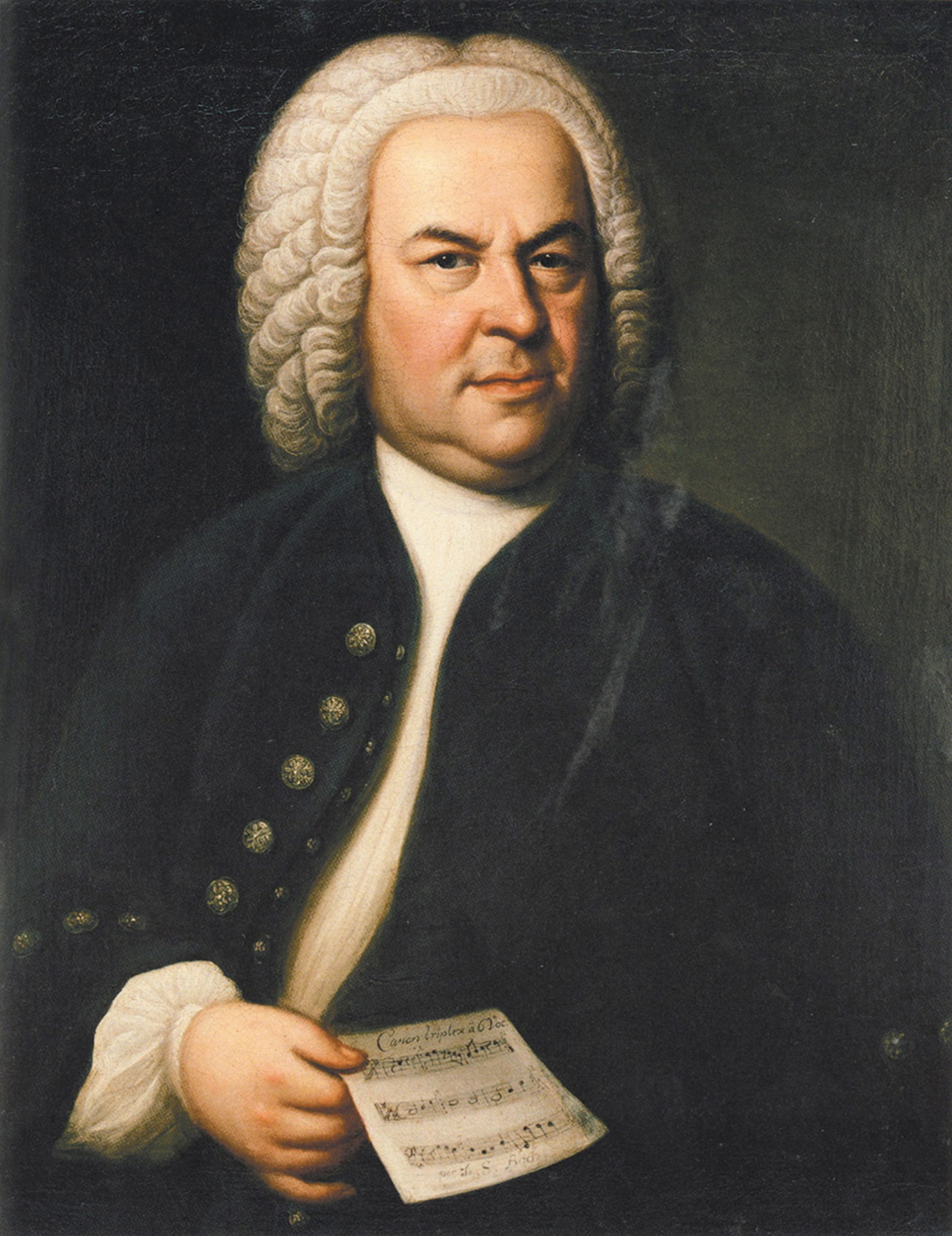
Johann Sebastian Bach, compozitor, organist german
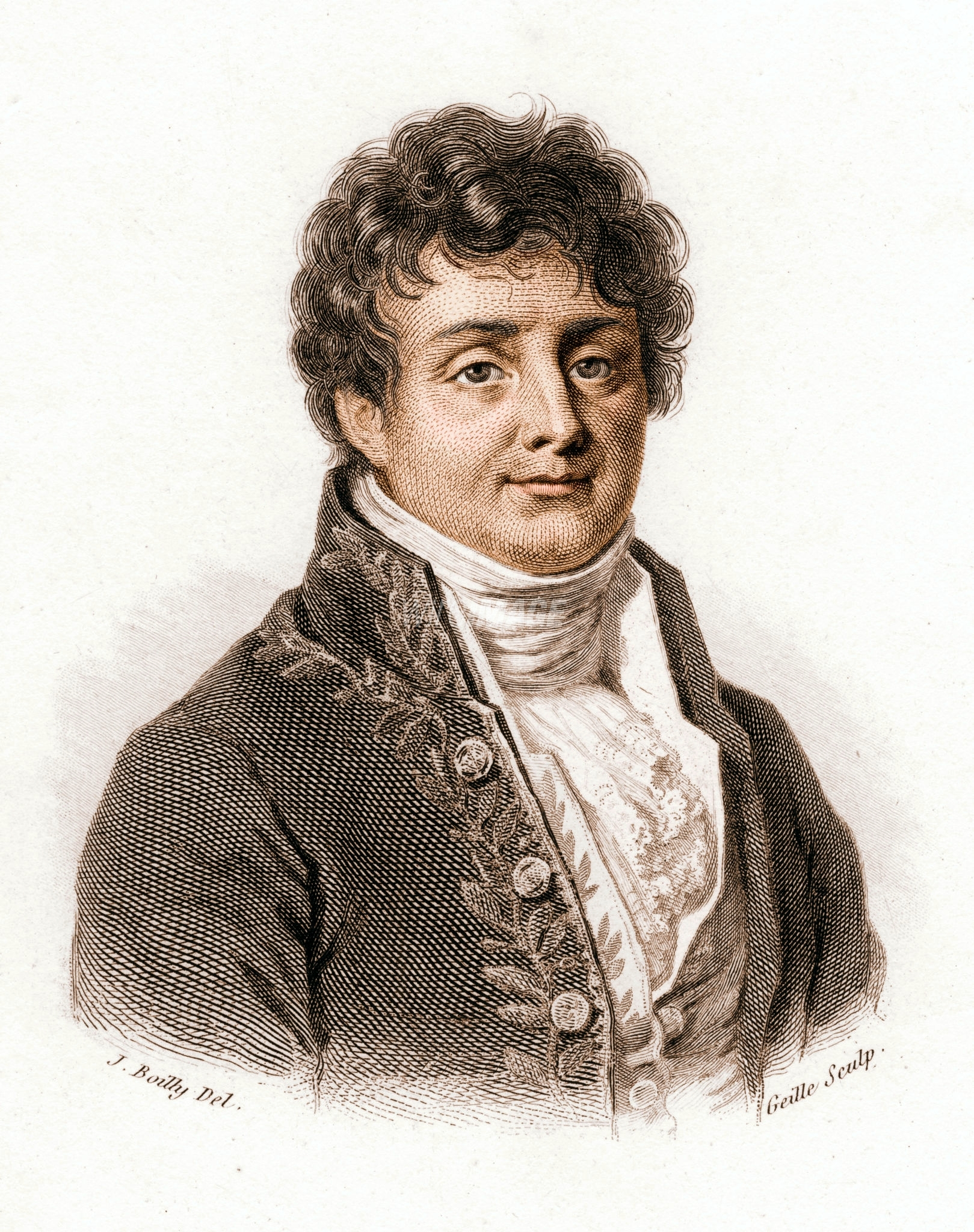
Jean Baptiste Joseph Fourier, matematician francez
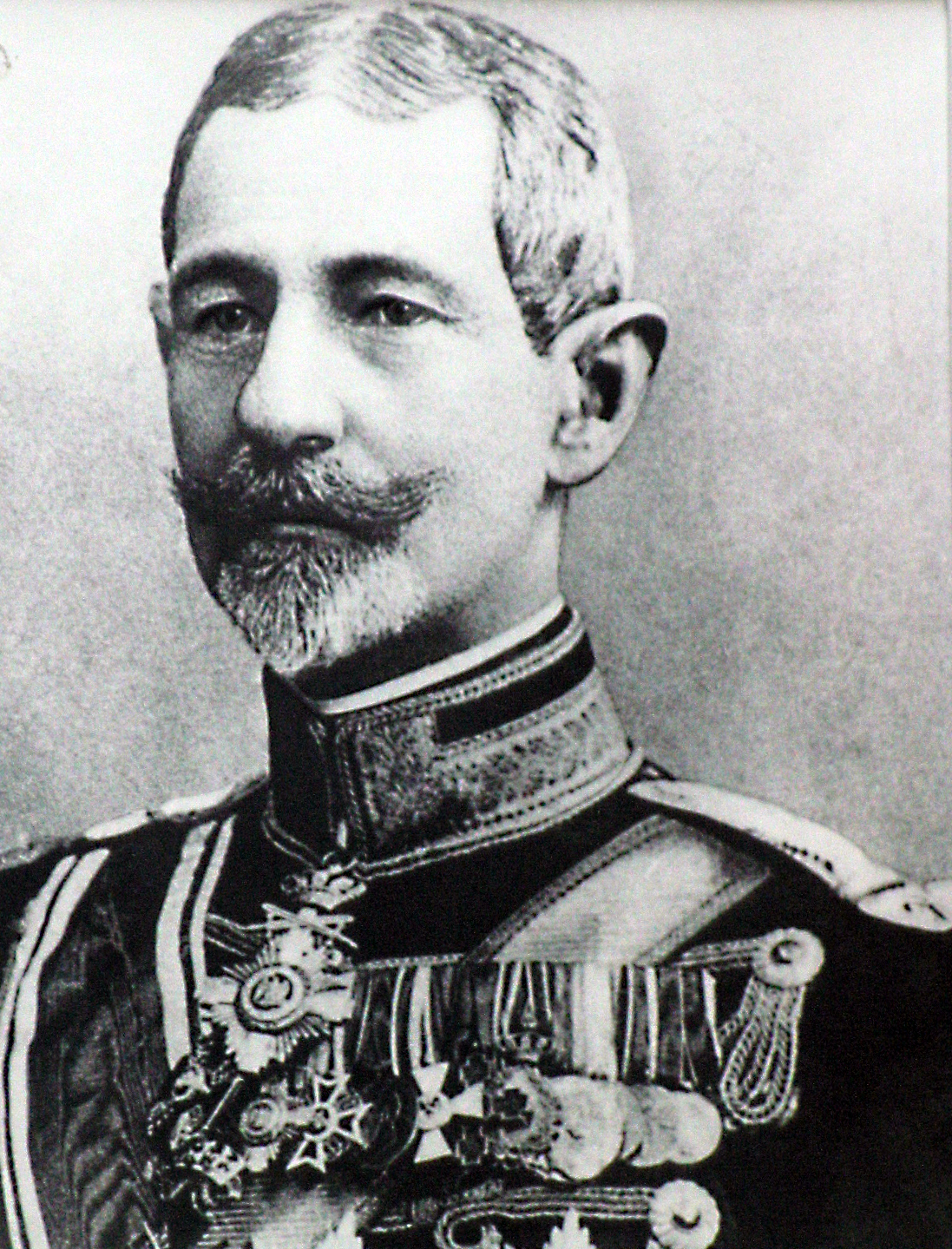
Alexandru Averescu, mareșal al României

- 1866: Octavian Smigelschi, pictor și grafician român (d. 1912)
- 1887: Luís Filipe, Prinț Regal al Portugaliei (d. 1908)
- 1902: Virgil I. Vătășianu, istoric de artă român, laureat al Premiului „Herder” (d. 1993)
- 1910: Ștefan Ciubotărașu, actor român de teatru și film (d. 1970)
- 1915: Călin Gruia, prozator și poet român (d. 1989)
- 1917: Frank Hardy, scriitor australian (d. 1994)
- 1923: Shri Mataji Nirmala Devi, creatoarea și fondatoarea Sahaja Yoga (d. 2011)
- 1927: Hans-Dietrich Genscher, politician german (d. 2016)
- 1928: Valentin Gheorghiu, compozitor și pianist român
- 1928: Victor Anagnoste, avocat și senator român

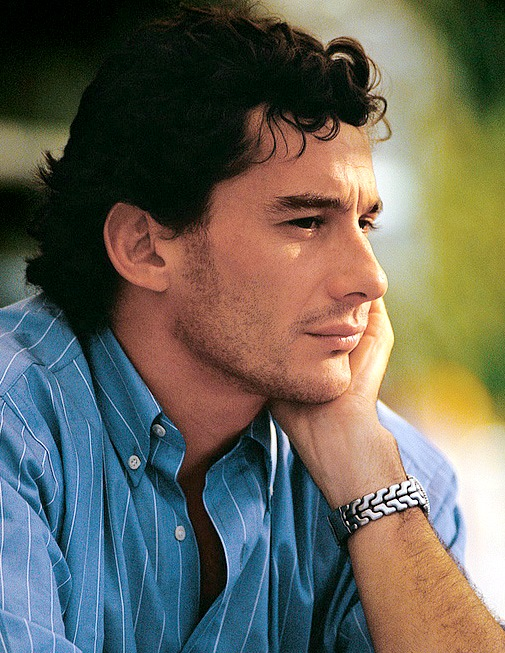
Ayrton Senna, pilot brazilian de Formula 1
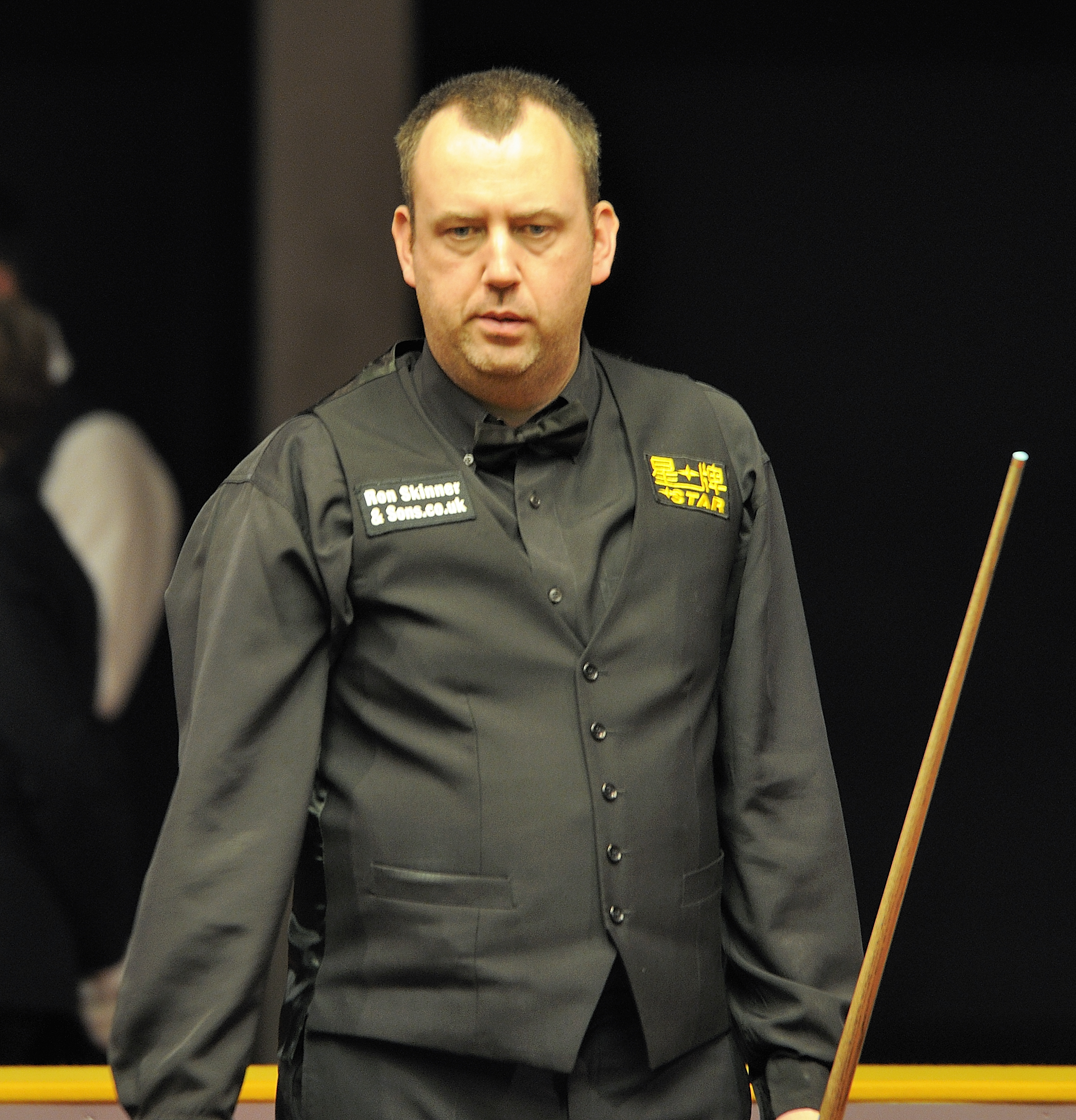
Mark Williams, jucător profesionist galez de snooker
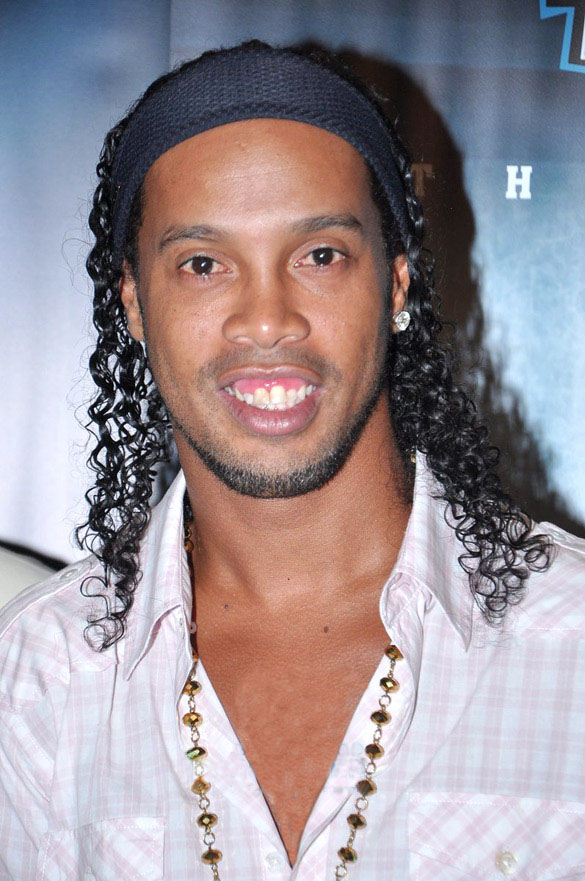
Ronaldinho, fotbalist brazilian

- 1942: Françoise Dorléac, actriță franceză (d. 1967)
- 1943: Andreas, Prinț de Saxa-Coburg și Gotha, Șeful Casei de Saxa-Coburg și Gotha
- 1957: Youssef Rzouga, poet tunisian
- 1960: Ayrton Senna, pilot brazilian de Formula 1 (d. 1994)
- 1963: Ronald Koeman, jucător și antrenor olandez de fotbal
- 1965: Cătălin Voicu, politician român
- 1968: Gabriel Spahiu, actor român
- 1975: Mark Williams, jucător profesionist galez de snooker
- 1978: Rani Mukerji, actriță indiancă
- 1980: Ronaldinho, fotbalist brazilian
- 1985: Sonequa Martin-Green, actriță americană
- 1991: Antoine Griezmann, fotbalist francez
- 1997: Martina Stoessel, actriță și cântăreață argentiniană

## Decese
- 1617: Pocahontas, fiica căpeteniei amerindiene Powhatan-Sachem (n. cca. 1595)
- 1729: John Law, economist scoțian (n. 1671)
- 1762: Nicolas Louis de Lacaille, astronom francez (n. 1713)
- 1795: Honoré al III-lea, Prinț de Monaco (n. 1720)
- 1804: Louis-Antoine-Henri de Bourbon-Condé, duce de Enghien (executat) (n. 1772)
- 1864: Hippolyte Flandrin, pictor francez (n. 1809)
- 1881: Ioan Grigore Ghica, politician și diplomat român (n. 1830)
- 1882: Constantin Bosianu, jurist și om politic, prim-ministru al Principatelor Române (n. 1815)

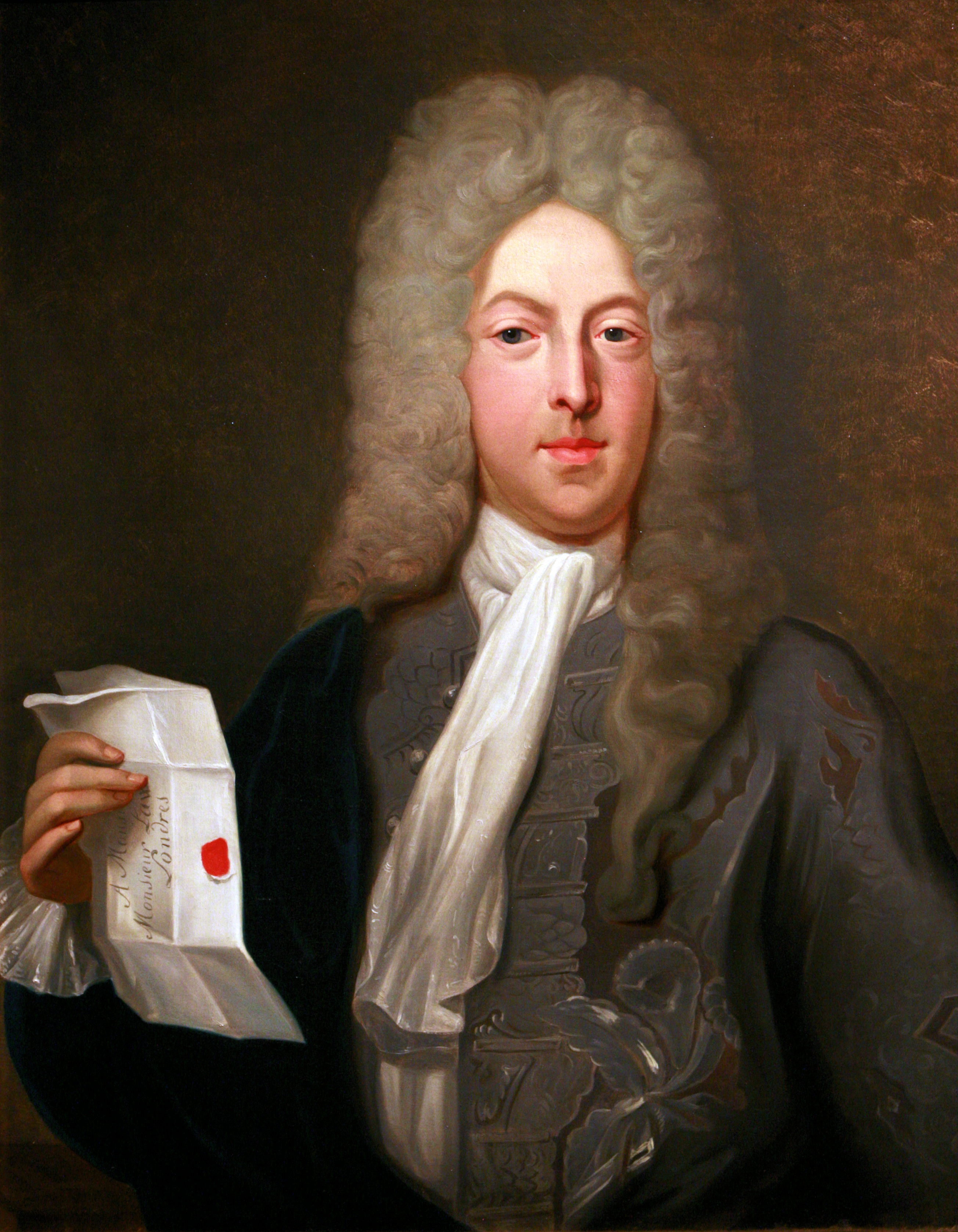
John Law, economist scoțian
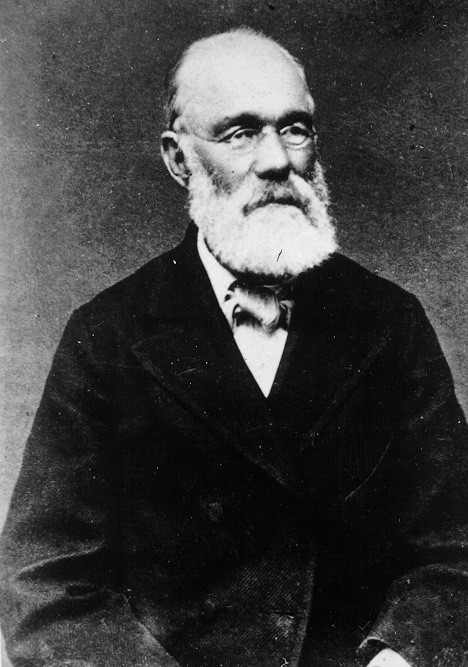
Constantin Bosianu, prim-ministru al Principatelor Române
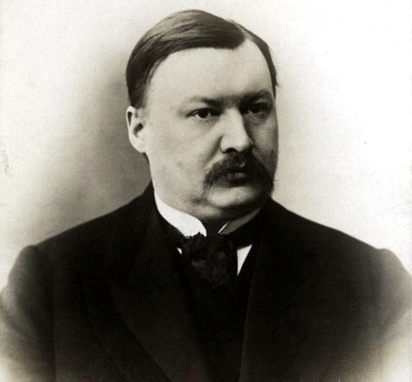
Alexandr Glazunov, compozitor rus

- 1885: Elisabeta a Prusiei, nepoata regelui Frederic Wilhelm al II-lea al Prusiei (n. 1815)
- 1892: Annibale de Gasparis, astronom italian (n. 1819)
- 1902: Vincenzo Cabianca, pictor italian (n. 1824)
- 1913: Constantin Erbiceanu, critic literar român (n. 1838)
- 1936: Alexandr Glazunov, compozitor rus (n. 1865)
- 1969: Franz Kräuter, politician șvab din Banat, deținut politic (n. 1885)
- 1975: Constantin Fântâneru, poet, prozator și critic literar român (n. 1907)
- 1977: Andrei Oțetea, istoric român (n. 1894)
- 1987: Robert Preston, actor american (n. 1918)
- 1998: Galina Ulanova, balerină rusă (n. 1910)
- 2000: Mircea Zaciu, critic, istoric literar și prozator român (n. 1928)
- 2001: Virgil Hnat, jucător de handbal din România (n. 1936)
- 2012: Tonino Guerra, scriitor și scenarist italian (n. 1920)
- 2009: Petre Stoica, scriitor, poet, jurnalist (n. 1931)
- 2013: Chinua Achebe, scriitor nigerian de limbă engleză (n. 1930)
- 2015: Panait I. Panait, istoric și arheolog român (n. 1931)
- 2021: Adam Zagajewski, poet polonez (n. 1945)
- 2022: Soumeylou Boubèye Maïga, politician malian (n. 1954)
- 2025: George Foreman, boxer american (n. 1949)

## Sărbători
- Ziua mondială a teatrului de păpuși
- Ziua Internațională a Poeziei
- Ziua internațională a copiilor străzii
- Ziua internațională a Sindromului Down[1]
- Ziua internațională de luptă pentru eliminarea discriminării rasiale
- Ziua internațională a pădurilor[2]
- Ziua internațională de combatere a insomniei
- Namibia—Ziua Independenței
- Ziua lui Iosif